# Oakdale, Pennsylvania
Oakdale är en ort i Allegheny County i delstaten Pennsylvania, USA.